# Ṣalāt al-ẓuhr
La ṣalāt al-ẓuhr (in arabo صلاة الظهر‎?) è la preghiera islamica del mezzodì, precedente la preghiera del pomeriggio, ossia ṣalāt al-ʿaṣr. Viene recitata giornalmente dai musulmani ed è la seconda delle cinque preghiere (ṣalāt, che iniziano con la ṣalāt al-maghrib, ossia "del tramonto"). Le cinque preghiere costituiscono uno dei cinque pilastri dell'Islam dei sunniti, e uno dei dieci aspetti religiosi (Furūʿ al-dīn) degli sciiti. Essa è ridotta alla recita di due rakʿāt quando si è in viaggio.
In entrambe le forme che l'Islam assume, è prevista l'adempimento di quattro rakʿāt obbligatorie (ossia farḍ), da eseguire in silenzio. Tuttavia, i sunniti eseguono obbligatoriamente quattro rakʿāt, cui se ne possono aggiungere altre due, considerate "di sunna", ossia molto raccomandabili. 
Il venerdì, giorno di preghiera collettiva in moschea, la preghiera normalmente definita ẓuhr viene chiamata jumuʿa (in arabo جمعة‎?), ed è obbligatoria per tutti i musulmani maschi puberi e sani.
Prima della jumu'a particolare importanza riveste la khuṭba: un'allocuzione pronunciata da un khaṭīb, di carattere non necessariamente religioso, ma dal preciso significato comunque etico e spirituale, che può servire anche a fornire informazioni su un fatto di rilievo che interessi o coinvolga la comunità dei credenti (Umma).

## Ḥadīthsullaṣalāt al-ẓuhr
Le citazioni che seguono derivano da libri di ḥadīth sunniti. Questi libri si riferiscono a resoconti sulla vita del Profeta Maometto, sulla sua famiglia e sui suoi Compagni. Sono stati raccolti e tramandati da studiosi musulmani dopo la morte di Maometto. 
- Narrò ʿĀʾisha: Il Profeta non mancò mai di effettuare quattro rakʿāt prima della ṣalāt al-ẓuhr e due prima di quella dell'alba ṣalāt al-fajr.[2]

- Narrarono Abū Hurayra e ʿAbd Allāh ibn ʿUmar: Allah disse, "Se vi è troppo caldo, pregate la Zuhr quando la temperatura si abbassa un po', visto che il calore deriva dalla furia del fuoco dell'Inferno".[3]

## Waqt
Il waqt (tempo prescritto) per la ṣalāt al-ẓuhr varia a seconda delle scuole giuridiche dell'Islam. In ogni caso, essa va recitata al più presto nel lasso di tempo previsto (waqt).
L'intervallo di tempo è il seguente:

### Sunniti
- Inizio: quando il sole ha attraversato il  meridiano celeste (mezzogiorno), esattamente a metà strada tra l'alba e il tramonto. Ciò si verifica quando il sole è nel punto più alto nel cielo.
- Fine: prima che giunga il tempo di recitare la ṣalāt al-ʿaṣr (preghiera del pomeriggio), anche se esistono discordanze fra gli studiosi su come interpretare questo punto. Secondo la scuola malikita, è ḍarūrī (obbligatorio) che la ṣalāt al-ẓuhr termini in ogni caso poco prima del tramonto, in cui si deve effettuare la ṣalāt al-maghrib. Così, secondo la scuola malikita, se qualcuno recita la ṣalāt al-ẓuhr trenta minuti prima del tramonto, si ritiene abbia recitato la preghiera "in tempo ", anche se sarebbe peccaminoso l'aver ritardato così a lungo l'effettuazione di quell'obbligo senza una giustificazione legittima.

### Sciiti
- Inizio: quando il sole ha attraversato il  meridiano celeste (mezzogiorno), esattamente a metà strada tra l'alba e il tramonto. Ciò si verifica quando il sole è nel punto più alto nel cielo.[4]
- Fine: prima che giunga il tempo di recitare la ṣalāt al-ʿaṣr, poco prima del tramonto.